# Wally Parobec
John Walter Parobec, detto Wally (3 febbraio 1929 – 1995), è stato un cestista canadese.

## Carriera
Con il Canada ha disputato i Campionati del mondo del 1954, dove ha segnato 39 punti in 7 partite.
È stato introdotto nel 1993 con i Winnipeg Paulins del 1954 nella Manitoba Sports Hall of Fame.